# Кавингтон (Џорџија)
Кавингтон (Џорџија) (енгл. Covington) град је у америчкој савезној држави Џорџија. По попису становништва из 2010. у њему је живело 13.118 становника.

## Демографија
Према попису становништва из 2010. у граду је живело 13.118 становника, што је 1.571 (13,6%) становника више него 2000. године.
| Група             | 2000.         | 2010.         |
| Белци             | 5.775 (50,0%) | 5.919 (45,1%) |
| Афроамериканци    | 5.259 (45,5%) | 6.222 (47,4%) |
| Азијати           | 63 (0,5%)     | 87 (0,7%)     |
| Хиспаноамериканци | 331 (2,9%)    | 723 (5,5%)    |
| Укупно            | 11.547        | 13.118        |